# Kündigung von Mietverträgen
Die Kündigung von Mietverträgen ist die Kündigung eines Mietvertrages durch eine der Vertragsparteien.

## Allgemeines
Vertragsparteien eines Mietvertrags sind der (oder die) Vermieter und der (oder die) Mieter.
Bei der Kündigung von Mietverträgen ist zu unterscheiden zwischen einer ordentlichen Kündigung, außerordentlichen Kündigung mit gesetzlicher Kündigungsfrist und einer außerordentlichen fristlosen Kündigung. Für die grundsätzlichen rechtlichen Unterschiede der Kündigungsarten siehe Arten der Kündigung (Deutschland).

## Kündigung von Mietverträgen im deutschen Mietrecht
Das Gesetz unterscheidet grundsätzlich zwischen ordentlichen fristgebundenen Kündigungen und außerordentlichen fristlosen Kündigungen. Bei befristeten Mietverträgen besteht die Vereinbarung, dass der Vertrag nach dem Zeitablauf enden soll, weshalb eine ordentliche Kündigung grundsätzlich ausgeschlossen ist.  Eine vorzeitige Beendigung kommt hier bei Anlass zu einer außerordentlichen Kündigung in Betracht, oder wenn die Vertragsparteien einen Mietaufhebungsvertrag vereinbaren. Es gibt Ausnahmeregelungen nach denen eine außerordentliche Kündigung mit der gesetzlichen Kündigungsfrist auch bei befristeten Mietverträgen möglich bleibt (z. B. § 540 Abs. 1 S. 2 BGB; § 544 BGB: Bindungsgrenzen). Die außerordentliche Kündigung von Mietverträgen ist einheitlich in § 543 BGB geregelt. Die Kündigungsfristen für eine ordentliche Kündigung abgesehen von Wohnraum ist in § 580a BGB geregelt.
Eine Beendigung des Mietvertrags aufgrund von Treu und Glauben, wenn der Mieter dem Vermieter einen Nachmieter stellt, kann im Einzelfall nur unter sehr engen Voraussetzungen verlangt werden, wenn die Interessen des Mieters uneingeschränkt überwiegen. Vor der Überlassung des Mietobjektes kann sowohl nach § 323 BGB zurückgetreten oder gekündigt werden. Nach der Überlassung des Mietobjektes wird ein Rücktrittsrecht durch ein Recht zur Kündigung verdrängt.

### Ordentliche Kündigung von Wohnungsmietverträgen
Bei einer ordentlichen Kündigung kann der Mieter einerseits ohne Angabe von Gründen kündigen, anderseits benötigen Vermieter einen gesetzlich anerkannten Kündigungsgrund. Für die ordentliche Kündigung eines unbefristeten Mietvertrags schreibt das Gesetz bestimmte Formen und Fristen vor.

#### Kündigungsgrund
Ein Grund für eine ordentliche Kündigung für den Vermieter besteht, wenn er ein berechtigtes Interesse hat, § 573 Abs. 1 BGB. Solch eines muss im Einzelfall durch eine Abwägung der konkreten Vermieterinteressen und der allgemeinen Interessen eines Mieters ermittelt werden. Darüber hinausgehende konkrete Härten für den Mieter können nur aufgrund eines Widerspruchs berücksichtigt werden.
§ 573 Abs. 2 BGB nennt beispielhaft Gründe für ein berechtigtes Interesse des Vermieters an der Kündigung, z. B. erhebliche Vertragspflichtverletzungen oder Eigenbedarf (d. h. der Vermieter benötigt die Wohnung für sich oder für Familienangehörige). In § 573 Abs. 2 Nr.  3 BGB nennt das Gesetz den Fall, dass eine beabsichtigte Verwertung (z. B. Verkauf, Abriss) ansonsten unwirtschaftlich wäre. Die Absicht eine höhere Miete zu erzielen, ist als Grund ausgenommen.

#### Form der Kündigung
Die Kündigung muss insbesondere schriftlich erfolgen (§ 568 Abs. 1 BGB), das Kündigungsschreiben muss unterschrieben sowie unmissverständlich als Kündigung deklariert sein. Sind an einem Mietverhältnis mehrere Personen auf einer Vertragsseite beteiligt, muss eine Kündigung von allen bzw. an alle ausgesprochen werden. Nach § 573 Abs. 3 BGB muss der Vermieter die Kündigung begründen. Der Vermieter kann einem vertragstreuen Mieter grundsätzlich nur dann kündigen, wenn er ein berechtigtes Interesse an der Beendigung des Mietverhältnisses hat (§ 573 Abs. 1 BGB). Die Kündigung muss die vom Vermieter geltend gemachten Gründe erkennen lassen.

#### Kündigungsfrist
Vermieter und Mieter können weiterhin nur unter Einhaltung bestimmter gesetzlicher Fristen kündigen. Nach § 573c Abs. 1 BGB hat der Mieter unabhängig von der Dauer des Mietverhältnisses eine Kündigungsfrist von drei Monaten einzuhalten, wenn die Kündigung bis zum dritten Werktag eines Monats erklärt wird. Eine kürzere Frist kann jedoch vertraglich vereinbart werden. Kündigt dagegen der Vermieter, so gilt zunächst dieselbe Frist. Besteht das Mietverhältnis über fünf Jahre, verlängert sich die Frist um drei Monate. Besteht das Mietverhältnis über acht Jahre, verlängert sich die Frist um weitere drei Monate.
Für möblierte Zimmer oder Wohnungen gelten die gleichen Kündigungsfristen wie für unmöblierte Wohnungen. Eine Ausnahme bildet möblierter Wohnraum, der sich in der selbst bewohnten Wohnung des Vermieters befindet. Ist dieser Wohnraum nicht an eine Familie oder Haushaltsgemeinschaft vermietet, gilt eine wesentlich kürzere Frist: Eine Kündigung des Mieters oder des Vermieters, die spätestens am 15. eines Monats der anderen Seite zugeht, beendet den Mietvertrag zum Ablauf des gleichen Monats. (§ 573c Abs. 3 BGB i. V. m. § 549 Abs. 2 Nr. 2 BGB).
Eine zusätzliche Kündigungssperrfrist bei einer Kündigung wegen Eigenbedarfs gilt für den Vermieter bei der Umwandlung einer Mietwohnung in eine Eigentumswohnung.

#### Widerspruchsrecht des Mieters gegen die Kündigung
Selbst dann, wenn der Vermieter ein berechtigtes Interesse an der Beendigung des Mietverhältnisses hat, ist der Mieter nicht immer zum fristgerechten Auszug gezwungen. Zu prüfen ist bei einer ordentlichen Kündigung weiterhin, ob der Mieter der Kündigung widersprechen und die Fortsetzung des Mietverhältnisses verlangen kann. Dies ist nach dem Gesetz der Fall, „wenn die vertragsmäßige Beendigung des Mietverhältnisses für den Mieter, seine Familie oder einen anderen Angehörigen seines Haushalts eine Härte bedeuten würde, die auch unter Würdigung der berechtigten Interessen des Vermieters nicht zu rechtfertigen ist“; eine Härte liegt nach dem Gesetz auch dann vor, „wenn angemessener Ersatzwohnraum zu zumutbaren Bedingungen nicht beschafft werden kann“ (sog. Sozialklausel des § 574 Abs. 2 BGB). Dazu muss der Mieter aber nachweisen, dass er sich angemessen um alternativen Wohnraum bemüht hat. Nach der Rechtsprechung kommen als Gründe für den Widerspruch beispielsweise auch in Betracht: Erkrankung, hohes Alter, Behinderung, ein „Ewig“-Mietverhältnis mit entsprechender Verwurzelung im sozialen Umfeld, die Zeit vor und nach einer Entbindung, berufliche oder schulische Schwierigkeiten. Würde der Kündigungsgrund auch für eine außerordentliche Kündigung genügen, steht dem Mieter das Recht zum Widerspruch dagegen nicht zu (§ 574 Abs. 1 S. 2 BGB). Der Härtegrund des Mieters muss mit den Interessen des Vermieters, die ihn zur Kündigung berechtigt haben, ins Verhältnis gesetzt werden. Der Mieter kann aufgrund des Widerspruchs eine Verlängerung des Mietverhältnisses verlangen, wenn seine Belange überwiegen, also die Interessenabwägung zu einem klaren Ergebnis führt. Die Fortsetzung des Mietverhältnisses kann so lange verlangt werden, wie die überwiegenden Belange des Mieters voraussichtlich bestehen bleiben werden. Das kann auch zu einer Fortsetzung auf unbestimmte Zeit führen (§ 574a Abs. 2 S. 2 BGB).
Der Widerspruch muss schriftlich erklärt werden (§ 574b Abs. 1 BGB). Die Unterschrift des Mieters ist also unbedingt erforderlich; bei mehreren Mietern müssen alle unterzeichnen, die sich auf Härtegründe berufen wollen. Der Vermieter kann verlangen, dass die Gründe für den Widerspruch dargelegt werden. Das Widerspruchsschreiben muss dem Vermieter spätestens zwei Monate vor Ablauf der Kündigungsfrist zugegangen sein (§ 574b Abs. 2 BGB), wenn dieser im Kündigungsschreiben oder rechtzeitig vor Ablauf der Widerspruchsfrist auf die Möglichkeit zum Widerspruch hingewiesen hat. Wird dies vom Vermieter versäumt, kann der Mieter auch noch später widersprechen – spätestens im ersten Termin des eventuellen Räumungsprozesses.

### Außerordentliche fristlose Kündigung von Wohnraum
Die fristlose Kündigung richtet sich nach § 543 und § 569 BGB. Grundsätzlich besteht danach ein Kündigungsgrund, wenn einer Vertragspartei die Fortsetzung des Mietverhältnisses nicht mehr zuzumuten ist. Der Grund dafür muss im Verhalten des Vertragspartners liegen, was in der Regel Verletzungen der Pflichten aus dem Mietvertrag sind. Dabei sind alle Umstände des Einzelfalles zu berücksichtigen und die Interessen beider Vertragsparteien abzuwägen. Es gilt, dass ein strenger Maßstab gilt, um zu einer Unzumutbarkeit zu gelangen. Mögliche Pflichtverletzungen des Mieters sind regelmäßige unpünktliche Zahlungen, vertragswidriger Gebrauch, Straftaten, Tätlichkeiten, unberechtigte Strafanzeigen, Verletzung von Aufklärungspflichten (jeweils in Bezug auf das Mietverhältnis). Nach § 569 Abs. 2 BGB kommt noch die nachhaltige Störung des Hausfriedens in Betracht.
Bei Verletzungen der mietvertraglichen Pflichten bedarf es in der Regel – außer bei Zahlungsverzug – vor einer Kündigung die Setzung einer Frist, um den vertragswidrigen Zustand zu beheben, oder einer Abmahnung, wenn das Verhalten nicht wiederholt werden soll (§ 543 Abs. 3 BGB). Das ist ausnahmsweise nicht notwendig, wenn die Fristsetzung oder Abmahnung offensichtlich keinen Erfolg verspricht oder ein weiteres Zuwarten nicht zumutbar ist (z. B. Nutzung der Mietwohnung als Lagerort für Drogenvorräte).
Eine Umdeutung einer unwirksamen außerordentlichen Kündigung in eine ordentliche Kündigung ist nur möglich, wenn sich aus dem Kündigungsschreiben ergibt, dass der Vermieter das Mietverhältnis auf jeden Fall beenden will. Das Kündigungsschreiben muss den Kündigungsgrund enthalten (§ 569 Abs. 4 BGB).

#### Zahlungsverzugskündigung
Der mit Abstand wichtigste und gesetzlich konkret in § 543 Abs. 2 Nr. 3 BGB geregelte Fall ist der Zahlungsverzug des Mieters. Befindet sich der Mieter bei zwei aufeinanderfolgenden Terminen in Höhe eines Betrages in Verzug, der eine Monatsmiete übersteigt, oder befindet er sich insgesamt in der Höhe eines Betrages in Verzug, der zwei Monatsmieten erreicht, kann der Vermieter fristlos kündigen. Der Vermieter darf bei der Frage des Zahlungsverzugs nur die laufenden Mieten berücksichtigen, d. h. in die Berechnung dürfen keine einmaligen Beträge wie z. B. Betriebskostennachzahlungen, Verzugsschäden, Rechtsanwaltskosten etc. einfließen. Die hier außer Acht zu lassenden Beträge können allerdings im Rahmen eines allgemeinen Kündigungsgrundes berücksichtigt werden. Übersteigt der Zahlungsverzug für die Zahlung der Kaution 2 Monatskaltmieten, besteht ebenfalls ein Kündigungsgrund (§ 569 Abs. 2a BGB).
Der Kündigungsgrund des Zahlungsverzugs entfällt, wenn die Mietschulden vollständig bezahlt werden (§ 543 Abs. 2 S. 2 BGB). Dem Mieter wird außerdem die Möglichkeit gegeben, eine erfolgte Kündigung unwirksam zu machen, indem er sämtliche Rückstände (also auch die nach der Kündigung weiter entstandenen) begleicht oder sich eine öffentliche Stelle, insbesondere ein Sozialleistungsträger zur Begleichung verpflichtet (§ 569 Abs. 3 Nr. 2 BGB). Diese sogenannte Schonfrist endet aber zwei Monate, nachdem der Mieter eine Räumungsklage wegen der Kündigung zugestellt bekommen hat; danach bleibt die Kündigung auf jeden Fall wirksam. Wurde dem Mieter allerdings innerhalb der letzten zwei Jahre bereits einmal wegen Zahlungsverzugs gekündigt und hat er durch nachträgliche Zahlung die Kündigung unwirksam gemacht, kann er nicht noch einmal von der Schonfrist profitieren; die zweite Kündigung bleibt dann auf jeden Fall wirksam.
Diese Möglichkeit, die fristlose Kündigung abzuwehren, gilt nicht für eine gleichzeitig erklärte ordentliche Kündigung. Der Mieter kann sich durch diese Möglichkeit also lediglich Zeit bis zur Räumung der Wohnung ermöglichen, da zumindest die ordentliche Kündigung wirksam bleibt und dafür eine einzuhaltende Kündigungsfrist gilt. Das Landgericht Berlin sieht dies anders. Der Bundesgerichtshof folgt der Argumentation des Landgerichts Berlin explizit nicht und hat dessen Entscheidungen bereits teilweise aufgehoben. Zu beachten ist außerdem, dass die Schonfrist nur für die Kündigung wegen „reinen“ Zahlungsverzugs gilt. Stützt der Vermieter die Kündigung auf weitere Gründe, gilt die Schonfrist für diesen Teil der Kündigung nicht; sie bringt dem Mieter dann letztlich nichts.

### Räumung und Räumungsschutz
Zieht der Mieter nach wirksamer Kündigung nicht freiwillig aus, kann der Vermieter eine Zwangsräumung einleiten. Zunächst muss ein vollstreckbarer Räumungstitel erlangt werden. Das ist in der Regel ein Gerichtsurteil, welches den Mieter zur Räumung und Herausgabe verurteilt. Das Gericht kann dabei zum Schutz des Mieters eine Räumungsfrist nach § 721 ZPO von bis zu einem Jahr gewähren. Die Gründe dafür können darin liegen, dass eine alternative Wohnung noch nicht gefunden wurde oder ein Umzug nicht zumutbar ist. Auch hier müssen die im Einzelfall bestehenden Interessen gegeneinander abgewogen werden und eine Räumungsfrist kann nur gewährt werden, wenn die Mieterinteressen überwiegen. Sobald aufgrund des Titels vollstreckt wird und der Gerichtsvollzieher die Wohnung räumen möchte, kann der Mieter noch Vollstreckungsschutz nach § 765a ZPO beantragen. Dieser kann nur gewährt werden, wenn die Räumung wegen ganz besonderer Umstände eine sittenwidrige Härte bedeuten würde. Typische Fälle sind solche eines drohenden Suizids oder schwere gesundheitliche Schäden.

## Mietaufhebungsvertrag
In der Regel können sich beide Mietparteien nur durch Kündigung des Mietvertrages vom Mietverhältnis lösen. Doch dabei müssen sie sich an vereinbarte Kündigungsfristen halten. Bei einer Kündigung handelt es sich um eine einseitige Lösung vom Mietvertrag. Das heißt, entweder kündigt der Mieter oder der Vermieter den Mietvertrag – dabei muss die andere Partei nicht mit der Kündigung einverstanden sein.
Eine andere Möglichkeit, das Mietverhältnis zu beenden, ist daher ein gesonderter Vertrag, der sogenannte Mietaufhebungsvertrag. Bei einem Mietaufhebungsvertrag müssen sich beide Seiten einig sein, dass der Mietvertrag beendet werden soll. Diese einvernehmliche Vertragsaufhebung ist auch ohne Einhaltung einer bestimmten Frist möglich.

## Die Kündigung von Mietverträgen nach österreichischem Mietrecht
Mietverträge, die auf unbestimmte Zeit abgeschlossen wurden, können von den Vertragsparteien durch ordentliche Kündigung beendet werden. Für eine Kündigung des Vermieters gilt im Voll- und Teilanwendungsbereich des MRG, dass diese nur wirksam ist, wenn sie gerichtlich eingebracht wird und nicht binnen 4 Wochen Einwendungen durch den Mieter erfolgen. Dabei hat sich der Vermieter auf besonders wichtige Kündigungsgründe im Sinne des § 30 MRG zu berufen.
Kündigt der Mieter einen auf unbestimmte Zeit abgeschlossenen Mietvertrag, der dem Voll- oder Teilanwendungsbereich des MRG unterliegt, kann dies schriftlich ohne Angabe von Gründen erfolgen. Eine gerichtliche Kündigung des Mieters ist seit 2006 nicht mehr zwingend notwendig, aber prinzipiell noch möglich.
Im Ein- und Zweifamilienhaus kann der Vermieter Mietverträge auf unbestimmte Zeit ohne Angabe von Gründen formlos aufkündigen. Dasselbe gilt für den Mieter. Die Kündigungsfrist richtet sich nach der vertraglichen Vereinbarung oder nach den bestandrechtlichen Bestimmungen der ZPO.
In Mietverträgen, die auf unbestimmte Zeit abgeschlossen wurden, werden zeitliche begrenzte Kündigungsverzichte, von der Rechtsprechung als zulässig erachtet.

## Mietvertrags-Kündigung in der Schweiz
Im Obligationenrecht sind Kündigungen beim unbefristeten Mietvertrag unter Einhaltung einer Kündigungsfrist und gewisser Formvorschriften (z. B. schriftlich und beim Vermieter auf vorgeschriebenem Formular) gemäß Art. 266 ff. durch beide Parteien unbürokratisch möglich. Allerdings gelten für den Vermieter gewisse Einschränkungen, und das Mietverhältnis muss für eine gewisse Frist erstreckt werden, wenn die Kündigung für die Mietpartei eine Härte zur Folge hätte.